# Walt Bellamy
Walter Jones Bellamy, detto Walt (New Bern, 24 luglio 1939 – College Park, 2 novembre 2013), è stato un cestista statunitense, professionista nella NBA. Era il fratellastro del pugile professionista Ron Bellamy.

## Carriera

### Olimpiadi
Bellamy nelle Olimpiadi estive di Roma 1960, fu il centro titolare e vinse la medaglia d'oro. Dieci di quei giocatori diventarono giocatori professionisti nella NBA, compresi Jerry West, Oscar Robertson e Jerry Lucas.

### NBA
Bellamy giocò 14 stagioni nella NBA, a partire dal 1962, quando fu la prima scelta all'NBA Draft. L'anno dopo ricevette il NBA Rookie of the Year Award, dopo aver fatto una delle migliori prestazioni da rookie (dopo Wilt Chamberlain e Oscar Robertson) con ben 31,6 punti per partita di media. Tale score segnò il secondo record di punti a partita per un rookie dopo quelli di Wilt Chamberlain che erano ben 37,6. I 19 rimbalzi a partita, inoltre, sono la terza miglior prestazione per un rookie sempre dopo Wilt Chamberlain e Bill Russell. Fu primo anche nella classifica di percentuale al tiro nel suo primo anno, e mise a segno 23 punti e 17 rimbalzi nella NBA All Star Game.
Durante la stagione 1968-69 mise a segno il record in NBA, ancora imbattuto, di presenza in una stagione: 88.
Bellamy finì la sua carriera con un totale di 20 941 punti e 14 241 rimbalzi.

## Statistiche
| * | Primo nella lega |
| * | Record           |

### NBA

#### Regular Season
| Anno      | Squadra           | PG    | PT | MP   | TC%  | 3P% | TL%  | RP   | AP  | PRP | SP  | PP   |
| --------- | ----------------- | ----- | -- | ---- | ---- | --- | ---- | ---- | --- | --- | --- | ---- |
| 1961-1962 | Chicago Packers   | 79    | -  | 42,3 | 51,9 | -   | 64,4 | 19,0 | 2,7 | -   | -   | 31,6 |
| 1962-1963 | Chicago Zephyrs   | 80*   | -  | 41,3 | 52,7 | -   | 67,4 | 16,4 | 2,9 | -   | -   | 27,9 |
| 1963-1964 | Baltimore Bullets | 80    | -  | 42,4 | 51,3 | -   | 65,1 | 17,0 | 1,6 | -   | -   | 27,0 |
| 1964-1965 | Baltimore Bullets | 80*   | -  | 41,3 | 50,9 | -   | 68,5 | 14,6 | 2,4 | -   | -   | 24,8 |
| 1965-1966 | Baltimore Bullets | 8     | -  | 33,5 | 45,2 | -   | 59,7 | 12,8 | 2,3 | -   | -   | 19,0 |
| 1965-1966 | N.Y. Knicks       | 72    | -  | 42,8 | 51,2 | -   | 62,7 | 16,0 | 3,0 | -   | -   | 23,2 |
| 1966-1967 | N.Y. Knicks       | 79    | -  | 38,1 | 52,1 | -   | 63,6 | 13,5 | 2,6 | -   | -   | 19,0 |
| 1967-1968 | N.Y. Knicks       | 82    | -  | 32,9 | 54,1 | -   | 66,2 | 11,7 | 2,0 | -   | -   | 16,7 |
| 1968-1969 | N.Y. Knicks       | 35*   | -  | 32,5 | 50,7 | -   | 61,9 | 11,0 | 2,2 | -   | -   | 15,2 |
| 1968-1969 | Detroit Pistons   | 53*   | -  | 38,2 | 51,2 | -   | 66,3 | 13,5 | 1,9 | -   | -   | 18,8 |
| 1969-1970 | Detroit Pistons   | 56    | -  | 20,9 | 54,7 | -   | 56,2 | 7,1  | 1,0 | -   | -   | 10,0 |
| 1969-1970 | Atlanta Hawks     | 23    | -  | 37,2 | 49,1 | -   | 60,5 | 13,5 | 3,8 | -   | -   | 15,5 |
| 1970-1971 | Atlanta Hawks     | 82    | -  | 35,5 | 49,3 | -   | 60,4 | 12,9 | 2,8 | -   | -   | 14,7 |
| 1971-1972 | Atlanta Hawks     | 82    | -  | 38,9 | 54,5 | -   | 58,5 | 12,8 | 3,2 | -   | -   | 18,6 |
| 1972-1973 | Atlanta Hawks     | 74    | -  | 37,9 | 50,5 | -   | 53,8 | 13,0 | 2,4 | -   | -   | 16,1 |
| 1973-1974 | Atlanta Hawks     | 77    | -  | 31,7 | 48,6 | -   | 60,8 | 9,6  | 2,5 | 0,7 | 0,6 | 13,1 |
| 1974-1975 | Utah Jazz         | 1     | -  | 14,0 | 100  | -   | 100  | 5,0  | 0,0 | 0,0 | 0,0 | 6,0  |
| Carriera  | Carriera          | 1.043 | -  | 37,3 | 51,6 | -   | 63,2 | 13,7 | 2,4 | 0,7 | 0,6 | 20,1 |

#### Playoffs
| Anno     | Squadra           | PG | PT | MP   | TC%   | 3P% | TL%  | RP   | AP  | PRP | SP | PP   |
| -------- | ----------------- | -- | -- | ---- | ----- | --- | ---- | ---- | --- | --- | -- | ---- |
| 1965     | Baltimore Bullets | 10 | -  | 42,7 | 46,8  | -   | 66,3 | 15,1 | 3,4 | -   | -  | 20,9 |
| 1967     | N.Y. Knicks       | 4  | -  | 39,3 | 51,9  | -   | 58,6 | 16,5 | 3,0 | -   | -  | 18,3 |
| 1968     | N.Y. Knicks       | 6  | -  | 46,2 | 42,1  | -   | 62,5 | 16,0 | 3,5 | -   | -  | 20,0 |
| 1970     | Atlanta Hawks     | 9  | -  | 40,9 | 46,8  | -   | 71,7 | 15,6 | 3,9 | -   | -  | 16,8 |
| 1971     | Atlanta Hawks     | 5  | -  | 43,2 | 59,4* | -   | 75,9 | 14,4 | 2,0 | -   | -  | 20,8 |
| 1972     | Atlanta Hawks     | 6  | -  | 41,2 | 48,8  | -   | 62,8 | 13,7 | 1,8 | -   | -  | 18,5 |
| 1973     | Atlanta Hawks     | 6  | -  | 41,2 | 39,5  | -   | 45,2 | 12,2 | 2,2 | -   | -  | 13,7 |
| Carriera | Carriera          | 46 | -  | 42,2 | 47,1  | -   | 64,2 | 14,8 | 3,0 | -   | -  | 18,5 |

## Palmarès
- NCAA AP All-America Second Team (1961)
- NBA Rookie of the Year (1962)
- 4 volte NBA All-Star (1962, 1963, 1964, 1965)
- Migliore nella percentuale di tiro NBA (1962)
- Quarantasettesimo miglior marcatore di sempre sommando ABA e NBA
- Quarantaduesimo miglior marcatore di sempre NBA
- Dodicesimo miglior rimbalzista di sempre NBA
- Settimo migliore giocatore di sempre per rimbalzi a partita NBA in regular season (13,65 rimbalzi a partita)
- Quinto migliore rimbalzista di sempre per rimbalzi a partita NBA nei Playoff (14,8 rimbalzi a partita)

## Record
- Maggior numero di presenze in una singola stagione NBA (1968-1969): 88.